# 布盧斯特姆 (堪薩斯州)
布盧斯特姆（英語：Blue Stem）是位於美國堪薩斯州拉塞爾縣的一個鬼鎮。

## 歷史
布盧斯特姆的郵政局於1877年設立，其後於1887年遷至盧卡斯。

## 地理
布盧斯特姆所處的海拔為高於海平面469米（即1539英呎），而該地所採用的時區為UTC-6，即北美中部時區（CST）。同時該地設有夏令時間，為UTC-6調快一小時，即UTC-5（CDT）。